# Jenna Ortega
Jenna Marie Ortega (sinh ngày 27 tháng 9 năm 2002) là một nữ diễn viên người Mỹ gốc Mexico. Cô bắt đầu sự nghiệp diễn xuất của mình từ khi còn nhỏ và đã nhận được sự công nhận cho vai diễn Jane lúc bé trong series hài-chính kịch Jane the Virgin (2014–2019) của The CW. Từ năm 2016 đến 2018, Ortega thủ vai chính Harley Diaz trong series Stuck in the Middle của Disney Channel; cô đã giành được giải Imagen cho vai diễn này. Cô cũng đảm nhận vai Ellie Alves trong mùa thứ hai của series trinh thám You vào năm 2019 và vai chính trong bộ phim gia đình Ngày đồng ý năm 2021, cả hai đều được sản xuất cho Netflix.
Ortega đã nhận được nhiều lời tán dương cho màn thể hiện của mình trong bộ phim tuổi teen Hậu quả (2021). Cô còn tham gia đóng vai chính trong các tác phẩm kinh dị giật gân Tiếng thét 5 và X (đều được công chiếu vào năm 2022), qua đó khẳng định vị thế là một "nữ hoàng phim kinh dị" (scream queen). Cũng trong năm 2022, Ortega bắt đầu đảm nhiệm vai chính Wednesday Addams trong series hài kinh dị của Netflix Wednesday, vai diễn này đã mang về cho cô đề cử tại giải Quả cầu vàng, giải Primetime Emmy và giải SAG.

## Thời thơ ấu
Jenna Ortega sinh ra tại Coachella Valley, California, là người con thứ tư trong một gia đình có sáu anh chị em. Cha cô là người gốc Mexico, còn mẹ cô cũng có gốc Mexico và Puerto Rico.

## Danh sách phim

### Điện ảnh
| Năm  | Tên phim                        | Vai diễn             | Ghi chú |
| ---- | ------------------------------- | -------------------- | ------- |
| 2013 | Người Sắt 3                     | Con gái phó chủ tịch |         |
| 2013 | Quỷ quyệt 2                     | Annie                |         |
| 2014 | The Little Rascals Save the Day | Mary Ann             |         |
| 2015 | After Words                     | Anna Chapa           |         |
| 2018 | Saving Flora                    | Dawn                 |         |
| 2019 | Wyrm                            | Suzie                |         |
| 2020 | Cô giữ trẻ: Nữ hoàng sát nhân   | Phoebe Atwell        |         |
| 2021 | Yes Day                         | Katie Torres         |         |
| 2021 | The Fallout                     | Vada Cavell          |         |
| 2022 | Scream                          | Tara Carpenter       |         |
| 2022 | Studio 666                      | Skye Willow          |         |
| 2022 | X                               | Lorraine Day         |         |
| 2022 | American Carnage                | Camila Montes        |         |
| 2023 | Scream 6                        | Tara Carpenter       |         |
| 2023 | Finestkind                      | Mabel                |         |
| 2024 | Nàng thơ của Miller             | Cairo Sweet          |         |
| 2024 | Ma siêu quậy                    | Astrid Deetz         |         |

### Truyền hình
| Năm  | Tên phim  | Vai diễn         | Ghi chú |
| ---- | --------- | ---------------- | ------- |
| 2022 | Wednesday | Wednesday Addams |         |